# Lewis Henry Morgan
Pour les articles homonymes, voir Lewis Morgan et Morgan.
 (juin 2023).
Si vous disposez d'ouvrages ou d'articles de référence ou si vous connaissez des sites web de qualité traitant du thème abordé ici, merci de compléter l'article en donnant les références utiles à sa vérifiabilité et en les liant à la section « Notes et références ».
Lewis Henry Morgan, né le 21 novembre 1818 à Aurora, aux États-Unis et mort le 17 décembre 1881 à Rochester, est un anthropologue américain. Il est le premier à mettre en place une étude des systèmes de la parenté, qui est un domaine élémentaire de l'anthropologie sociale et culturelle contemporaine. Il vit parmi les natifs américains iroquois et observe leur vie sociale et culturelle, faisant de sa propre expérience le matériau brut de sa réflexion.

## Biographie
Né en 1818 dans l’État de New-York. Après des études d’avocat, il devient d'abord conseiller juridique d’une compagnie de chemin de fer.
L.H. Morgan se reconvertit ensuite à la politique. Membre du Parti républicain, il est élu député puis sénateur.
Il s'intéresse à l'anthropologie lorsqu'il rencontre un natif américain Senca (peuple faisant partie de la Confédération iroquoise) dans un club littéraire. Adopté par le clan Faucon à l’issue de son enquête sur la « ligue des Iroquois », il publie ensuite un essai sur le Gouvernement constitutionnel de six nations autochtones.
Il étudie ensuite le système de parenté iroquois, à partir de données recueillies chez les Indiens du Kansas, du Nebraska, du Missouri, et de la baie d'Hudson. Puis il tente une étude des systèmes de parenté à l'échelle de la planète, à l'aide d'un questionnaire envoyé dans les différentes ambassades, colonies, et missions évangéliques. Il en publie les résultats dans Systems of Consanguinity and Affinity of the Human Family (1871).
Pour la première fois, une analyse scientifique de la parenté, une étude d'anthropologie sociale voyait le jour. C'est dans cette œuvre que Morgan entreprit de comparer les institutions sociales de l’antiquité occidentale classique et celles des peuples primitifs contemporains cherchant en celles-ci la clef de l’intelligibilité de celles-là. Dans Ancient society (1877), il développa la théorie évolutionniste dont il fut le plus fervent défenseur, en avançant l'idée que l'évolution de l'humanité suit un schéma unique, caractérisé par trois stades successifs : la sauvagerie, la barbarie et la civilisation.
Ces théories furent reprises par Friedrich Engels, notamment dans son ouvrage L'Origine de la famille, de la propriété privée et de l'État publié en 1884. On peut également relever la note que Engels ajoute dans l'édition anglaise de 1888 du Manifeste du parti communiste, qui limite la portée du principe selon lequel "l'histoire de toute société connue jusqu'ici a été l'histoire d'une lutte de classes": cela n'est vrai, écrit-il, "que de l'histoire écrite". Car "finalement, grâce à la découverte décisive de Morgan, qui a révélé la nature véritable de la gens et sa place dans la peuplade, la structure intérieure de cette société communiste primitive a été mise à nu dans sa forme typique. Avec la dissolution de ces communautés primitives, la société commence à se diviser en classes distinctes, et finalement antagonistes." (Ibid.) Les rapports de production n'acquièrent donc une importance dominante (et finalement écrasante) dans l'infrastructure sociale qu'avec l'entrée dans l'histoire au sens strict, définie comme l'âge de l'écriture. Claude Lévi-Strauss s'appuie sur ces textes contre les marxistes trop orthodoxes qui s'irritent de voir l'ethnologie revaloriser les rapports de parenté contre les rapports de production (Anthropologie structurale, chap. XVI, Paris, Plon, 2e éd. 1974, p. 396). L'œuvre de Morgan a donc joué un rôle majeur dans la théorie du communisme primitif comme première étape de la société humaine, ainsi que dans la transformation et la complexification de la théorie marxienne de l'histoire.
En 1844, Lewis H. Morgan s'établit comme avocat à Rochester, où il mourut le 17 décembre 1881.

## L'évolutionnisme de L.H. Morgan
Dans sa théorie, Morgan distingue trois stades principaux dans l'évolution de toute société humaine :
- l'état sauvage, qui se subdivise en :
  - stade inférieur, caractérisé par :
    - techniques : l'apparition de la cueillette (feuilles et racines) et le début du langage articulé,
    - organisation sociopolitique : la horde et promiscuité primitive et la famille consanguine (« mariages » entre frères et sœurs),
    - exemples : pas actuellement,

  - stade moyen, caractérisé par :
    - techniques : le feu et la cuisson, la pêche (dans des embarcations d'écorce) et la filiation par les femmes,
    - organisation sociopolitique : famille punaluenne (mariage polygame avec femmes des frères et réciproquement avec les maris des sœurs),
    - exemples : Australiens et Polynésiens,

  - stade supérieur, caractérisé par l'invention de l'arc et de la flèche, les ustensiles de bois, et l'utilisation de paniers tressés d'écorce ou de jonc ;
- la barbarie, qui se subdivise en :
  - stade inférieur, caractérisé par l'introduction de la poterie, la domestication des animaux, et les premières cultures de plantes,
  - stade moyen, caractérisé par l'élevage d'animaux domestiques, la culture de plantes avec système d'irrigation, l'utilisation de briques séchées au soleil, le travail des métaux (à l'exception du fer),
  - stade supérieur, caractérisé par la fonte du minerai de fer, l'invention de la charrue de fer traînée par des animaux ;
- la civilisation, caractérisé par l'invention de l'écriture alphabétique, l'agriculture sur des champs à grande échelle, l'accroissement des moyens d'existence, le défrichage de forêts, l'accroissement rapide de la population mondiale, l'industrie, et l'art élaboré.

## Travaux sur les systèmes de parenté
Morgan accorda pour la première fois de l'importance aux études des relations de parenté pour une compréhension d'un système social complexe. Il montra la logique interne de ces rapports, et avança qu'ils constituaient les fondements des sociétés primitives, et par extension la source de l'histoire de l’humanité. Délaissant ses travaux sur les Indiens des plaines, à la fin des années 1850, Lewis H. Morgan se consacra quasi exclusivement aux études sur la parenté. Il entreprit une enquête à l'échelle planétaire dans l'espoir d'une analyse comparative. Le contexte de la colonisation lui permit d'envoyer des questionnaires dans le monde entier : administrations coloniales, consulats et ambassades américaines, scientifiques, missionnaires. Il ne récolta pas autant de données qu'il aurait souhaité, seules quelques régions du globe avaient répondu à son appel. Ce fut très positif par exemple pour l'Europe et l'Asie, mais très peu concluant pour des régions comme l'Afrique en général, l'Amérique centrale et latine, ainsi que pour la Polynésie.
Il jugea cependant ces données suffisantes, et en s'appuyant sur les systèmes indiens bien connus de lui, il distingua l'existence de deux terminologies possibles sur la surface du globe :
- le type descriptif. Dans ce type de terminologie, c'est le degré d'éloignement (ou de proximité) avec un parent qui est jugé important. On différencie donc clairement les parents en ligne directe des parents en lignes collatérales. Ici une suite de termes simples de relation (exemple en français : père, mère, fils, fille...) suffisent par combinaison à décrire n'importe quelle relation avec un parent. C'est finalement le système européen, considéré pour Morgan comme celui de la "civilisation".
- le type classificatoire. Dans ce type de terminologie, c'est la sorte de relation avec un ou plusieurs parent qui prime. On peut donc classer certains des collatéraux, ou tous, dans les mêmes catégories que les parents en ligne directe. C'est le cas dans de nombreuses sociétés sous diverses formes où par exemple on emploie le même terme pour désigner son géniteur et son oncle paternel (type crow ou omaha par exemple). Dans ce type Morgan sous entend qu'il y aurait confusion chez ces "sociétés primitives" dans les relations entre les parents.

On voit ici que (quels que soient les défauts possibles de cette théorie), Morgan distingue les sociétés les unes des autres à partir de leur propre structuration de parenté. Il est ainsi le fondateur d'un nouveau domaine scientifique qui est aujourd'hui considéré comme le champ classique de l'anthropologie sociale : l'étude de la parenté .
Il ajoutera ensuite l'hypothèse selon laquelle les sociétés primitives ont un mode d'organisation sociale fondé sur la parenté, à la différence des sociétés civilisées qui elles fonctionnent sur une base politique. Cependant, encore une fois, Morgan a le premier clairement posé une question essentielle, à savoir celle de la naissance du politique et de l'État. Cette question est ensuite reprise par Evans-Pritchard dans son ouvrage Les Nuer. On considère ainsi Lewis Henri Morgan comme étant un des pionniers de l'anthropologie politique.

## Travaux en éthologie
Le livre de Morgan sur le castor du Canada, The American Beaver and His Works (1868, Philadelphie), est un ouvrage qui a été une référence et qui est souvent cité comme point de départ de l'éthologie aux États-Unis. Il est basé sur des années d'observations personnelles, complétés de témoignages d'Indiens, de coureurs des bois et de trappeurs (citant les auteurs de chaque témoignage important), et de photos faites par des photographes professionnels à la demande de Morgan. Ce dernier — lorsqu'il a vécu chez les Indiens — a rapidement été fasciné par cette espèce ingénieur et les relations complexes et parfois proches que les Amérindiens entretenaient avec lui (en particulier, comme il le raconte dans son journal Indien, quand il rencontre à Fort Union une Amérindienne qui allaitait un castor d'environ six semaines).

## Publications
- League of the Ho-dé-no-sau-nee or Iroquois, Rochester, 1851.
- Systems of Consanguinity and Affinity of the Human Family, Washington, 1871.
- Ancient Society, or Researches in the Line of Human Progress from Savagery, through Barbarism to Civilization, Londres, Macmillan and Co, 1877.
- Le castor américain, Les presses du réel, Dijon, 2010
- The American beaver and his works. Philadelphie, JB Lippincott, 1868.